# Adenophlebia dislocans
Adenophlebia dislocans is een haft uit de familie Leptophlebiidae. De wetenschappelijke naam van de soort is voor het eerst geldig gepubliceerd in 1860 door Walker.
De soort komt voor in het Afrotropisch gebied.